# Lenzing (Alta Áustria)
Lenzing é um município da Áustria localizado no distrito de Vöcklabruck, no estado de Alta Áustria.